# Saint-Martin-de-Valgalgues
Pour les articles homonymes, voir Saint-Martin.
Saint Martin de Valgalgues est une commune française située en banlieue nord de la ville d'Alès, dans le département du Gard en région Occitanie.
Exposée à un climat méditerranéen, elle est drainée par le Gardon d'Alès, le Galeizon, le ruisseau Blanc, le ruisseau de Grave Longue, le ruisseau Grabieux et par un autre cours d'eau. La commune possède un patrimoine naturel remarquable composé d'une zone naturelle d'intérêt écologique, faunistique et floristique.
Saint-Martin-de-Valgalgues est une commune urbaine qui compte 4 721 habitants en 2022. Elle est dans l'agglomération d'Alès et fait partie de l'aire d'attraction d'Alès. Ses habitants sont appelés les Saint-Martinois ou  Saint-Martinoises.

## Géographie
Située dans la périphérie d'Alès, ce fut une ville industrielle importante surtout grâce à l'extraction du charbon.
Son urbanisation est de type aéré, elle s'est développée autour des hameaux de Sauvagnac, de Drulhes, du Soulier, de La Vabreille, de la Plaine de Sermeil et de la cité de Camont.
Réalisé par la Communauté d'agglomération du Grand Alès, le Pôle Mécanique Alès-Cévennes se situe sur la commune de Saint Martin de Valgalgues sur le site de l'ancienne mine de pyrite du Soulier.

### Communes limitrophes
Les communes limitrophes sont Alès, Cendras, Laval-Pradel, Saint-Julien-les-Rosiers, Saint-Privat-des-Vieux et Les Salles-du-Gardon.

### Climat
Pour des articles plus généraux, voir Climat de l'Occitanie et Climat du Gard.
En 2010, le climat de la commune est de type climat méditerranéen franc, selon une étude s'appuyant sur une série de données couvrant la période 1971-2000. En 2020, Météo-France publie une typologie des climats de la France métropolitaine dans laquelle la commune est dans une zone de transition entre le climat de montagne et le climat méditerranéen et est dans la région climatique Provence, Languedoc-Roussillon, caractérisée par une pluviométrie faible en été, un très bon ensoleillement (2 600 h/an), un été chaud (21,5 °C), un air très sec en été, sec en toutes saisons, des vents forts (fréquence de 40 à 50 % de vents > 5 m/s) et peu de brouillards.
Pour la période 1971-2000, la température annuelle moyenne est de 13,6 °C, avec une amplitude thermique annuelle de 17,4 °C. Le cumul annuel moyen de précipitations est de 1 096 mm, avec 7,3 jours de précipitations en janvier et 3,6 jours en juillet. Pour la période 1991-2020, la température moyenne annuelle observée sur la station météorologique la plus proche, située sur la commune de Salindres à 6 km à vol d'oiseau, est de 14,0 °C et le cumul annuel moyen de précipitations est de 1 092,1 mm,. Pour l'avenir, les paramètres climatiques de la commune estimés pour 2050 selon différents scénarios d’émission de gaz à effet de serre sont consultables sur un site dédié publié par Météo-France en novembre 2022.

### Milieux naturels et biodiversité

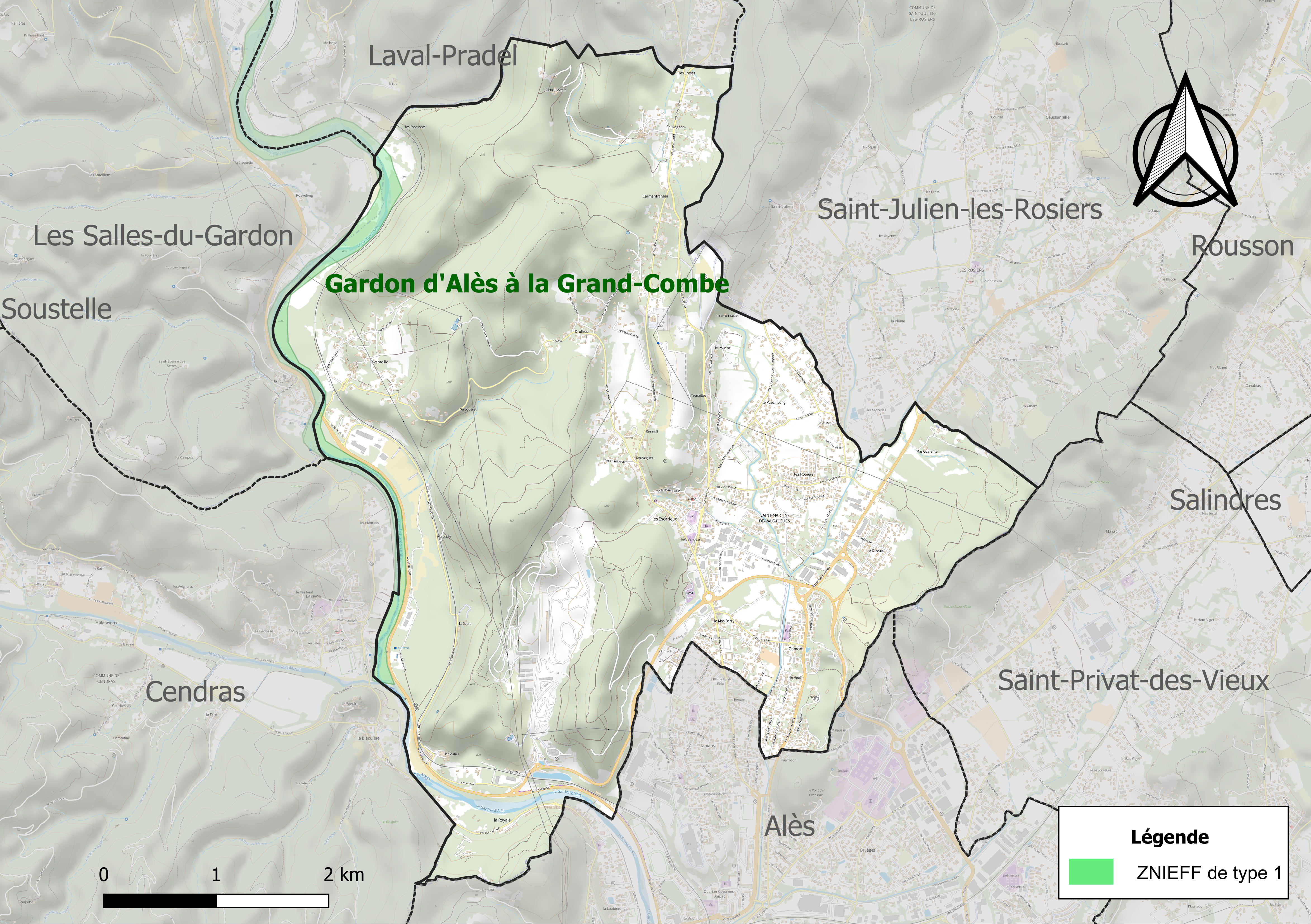
Carte de la ZNIEFF de type 1 localisée sur la commune.

L’inventaire des zones naturelles d'intérêt écologique, faunistique et floristique (ZNIEFF) a pour objectif de réaliser une couverture des zones les plus intéressantes sur le plan écologique, essentiellement dans la perspective d’améliorer la connaissance du patrimoine naturel national et de fournir aux différents décideurs un outil d’aide à la prise en compte de l’environnement dans l’aménagement du territoire.
Une ZNIEFF de type 1 est recensée sur la commune :
le « Gardon d'Alès à la Grand-Combe » (179 ha), couvrant 8 communes dont 7 dans le Gard et 1 dans la Lozère.

## Urbanisme

### Typologie
Au 1er janvier 2024, Saint-Martin-de-Valgalgues est catégorisée ceinture urbaine, selon la nouvelle grille communale de densité à sept niveaux définie par l'Insee en 2022.
Elle appartient à l'unité urbaine d'Alès, une agglomération intra-départementale regroupant 22  communes, dont elle est une commune de la banlieue,,. Par ailleurs la commune fait partie de l'aire d'attraction d'Alès, dont elle est une commune de la couronne,. Cette aire, qui regroupe 64 communes, est catégorisée dans les aires de 50 000 à moins de 200 000 habitants,.

### Occupation des sols
L'occupation des sols de la commune, telle qu'elle ressort de la base de données européenne d’occupation biophysique des sols Corine Land Cover (CLC), est marquée par l'importance des forêts et milieux semi-naturels (52,6 % en 2018), en diminution par rapport à 1990 (60 %). La répartition détaillée en 2018 est la suivante : 
forêts (47,4 %), zones urbanisées (25,3 %), zones agricoles hétérogènes (9,1 %), milieux à végétation arbustive et/ou herbacée (5,2 %), espaces verts artificialisés, non agricoles (5 %), prairies (4,3 %), zones industrielles ou commerciales et réseaux de communication (3,7 %). L'évolution de l’occupation des sols de la commune et de ses infrastructures peut être observée sur les différentes représentations cartographiques du territoire : la carte de Cassini (XVIIIe siècle), la carte d'état-major (1820-1866) et les cartes ou photos aériennes de l'IGN pour la période actuelle (1950 à aujourd'hui).

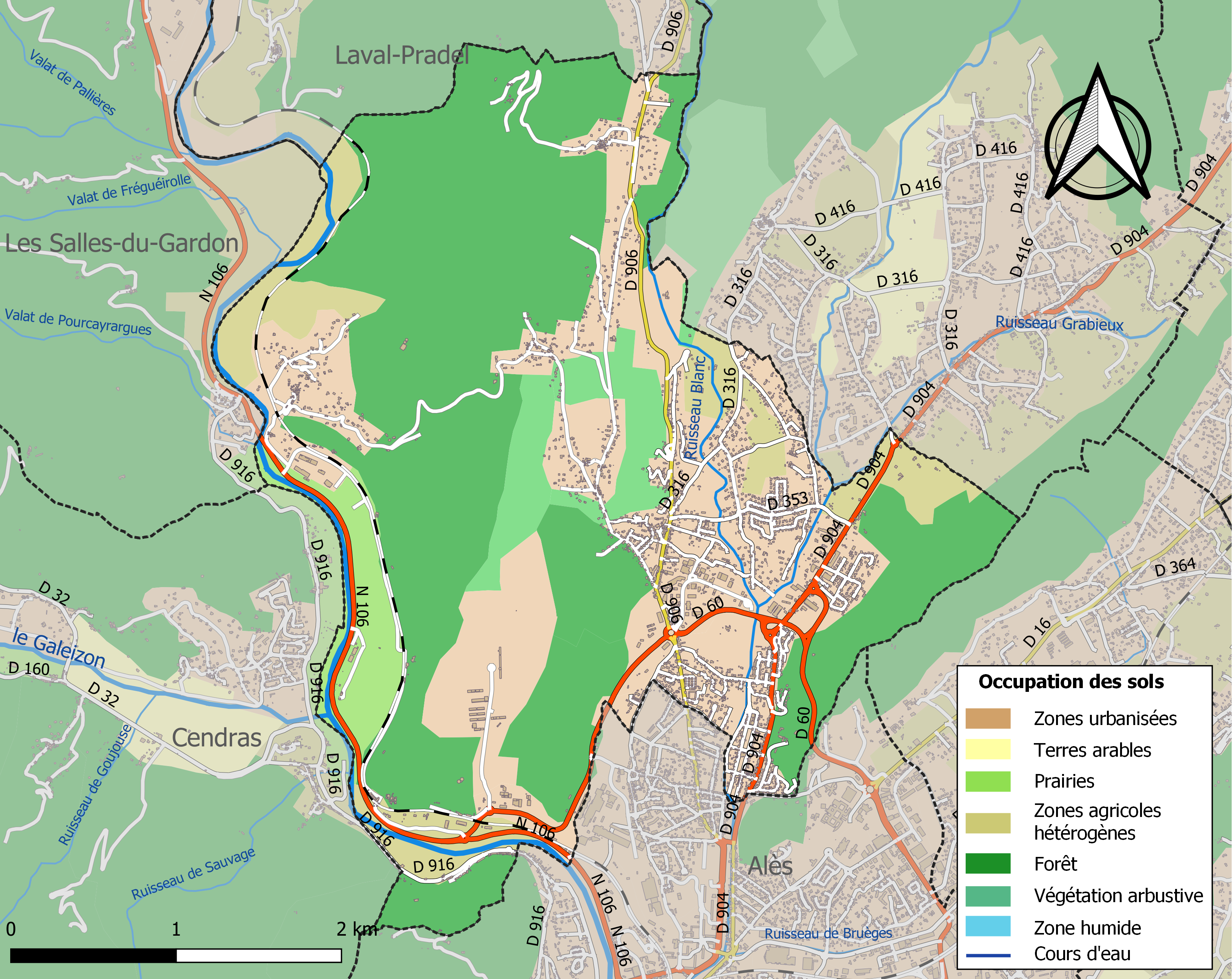
Carte des infrastructures et de l'occupation des sols de la commune en 2018 (CLC).

### Risques majeurs
Le territoire de la commune de Saint-Martin-de-Valgalgues est vulnérable à différents aléas naturels : météorologiques (tempête, orage, neige, grand froid, canicule ou sécheresse), inondations, feux de forêts, mouvements de terrains et séisme (sismicité faible). Il est également exposé à deux risques technologiques, le transport de matières dangereuses et la rupture d'un barrage, et à un risque particulier : le risque de radon. Un site publié par le BRGM permet d'évaluer simplement et rapidement les risques d'un bien localisé soit par son adresse soit par le numéro de sa parcelle.

#### Risques naturels
La commune fait partie du territoire à risques importants d'inondation (TRI) d'Alès, regroupant 37 communes autour d'Alès, un des 31 TRI qui ont été arrêtés fin 2012 sur le bassin Rhône-Méditerranée, retenu au regard des risques de débordements de la Cèze et des Gardons. Parmi les dernières crues significatives qui ont touché le territoire figurent celles de 1958 et de septembre 2002. Des cartes des surfaces inondables ont été établies pour trois scénarios : fréquent (crue de temps de retour de 10 ans à 30 ans), moyen (temps de retour de 100 ans à 300 ans) et extrême (temps de retour de l'ordre de 1 000 ans, qui met en défaut tout système de protection),. La commune a été reconnue en état de catastrophe naturelle au titre des dommages causés par les inondations et coulées de boue survenues en 1982, 1987, 1993, 1995, 1997, 2002, 2014 et 2015,.

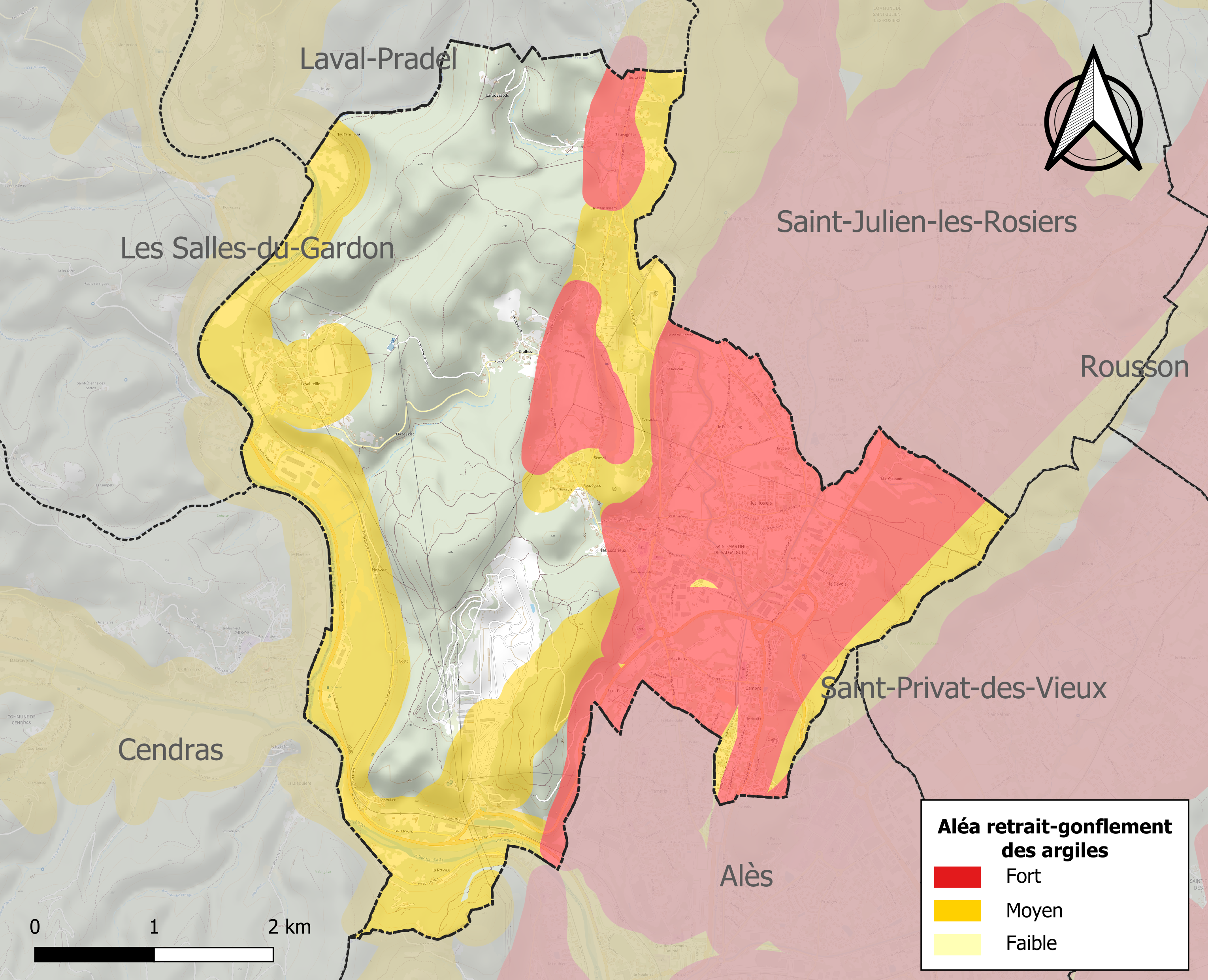
Carte des zones d'aléa retrait-gonflement des sols argileux de Saint-Martin-de-Valgalgues.

La commune est vulnérable au risque de mouvements de terrains constitué principalement du retrait-gonflement des sols argileux. Cet aléa est susceptible d'engendrer des dommages importants aux bâtiments en cas d’alternance de périodes de sécheresse et de pluie. 62,9 % de la superficie communale est en aléa moyen ou fort (67,5 % au niveau départemental et 48,5 % au niveau national). Sur les 1 386 bâtiments dénombrés sur la commune en 2019, 1295 sont en aléa moyen ou fort, soit 93 %, à comparer aux 90 % au niveau départemental et 54 % au niveau national. Une cartographie de l'exposition du territoire national au retrait gonflement des sols argileux est disponible sur le site du BRGM,.
Par ailleurs, afin de mieux appréhender le risque d’affaissement de terrain, l'inventaire national des cavités souterraines permet de localiser celles situées sur la commune.

#### Risques technologiques
Le risque de transport de matières dangereuses sur la commune est lié à sa traversée par des infrastructures routières ou ferroviaires importantes ou la présence d'une canalisation de transport d'hydrocarbures. Un accident se produisant sur de telles infrastructures est en effet susceptible d’avoir des effets graves au bâti ou aux personnes jusqu’à 350 m, selon la nature du matériau transporté. Des dispositions d’urbanisme peuvent être préconisées en conséquence.
La commune est en outre située en aval du barrage de Sainte-Cécile-d'Andorge, un ouvrage de classe A doté d'un PPI. À ce titre elle est susceptible d’être touchée par l’onde de submersion consécutive à la rupture de cet ouvrage.

#### Risque particulier
Dans plusieurs parties du territoire national, le radon, accumulé dans certains logements ou autres locaux, peut constituer une source significative d’exposition de la population aux rayonnements ionisants. Certaines communes du département sont concernées par le risque radon à un niveau plus ou moins élevé. Selon la classification de 2018, la commune de Saint-Martin-de-Valgalgues est classée en zone 3, à savoir zone à potentiel radon significatif.

## Histoire

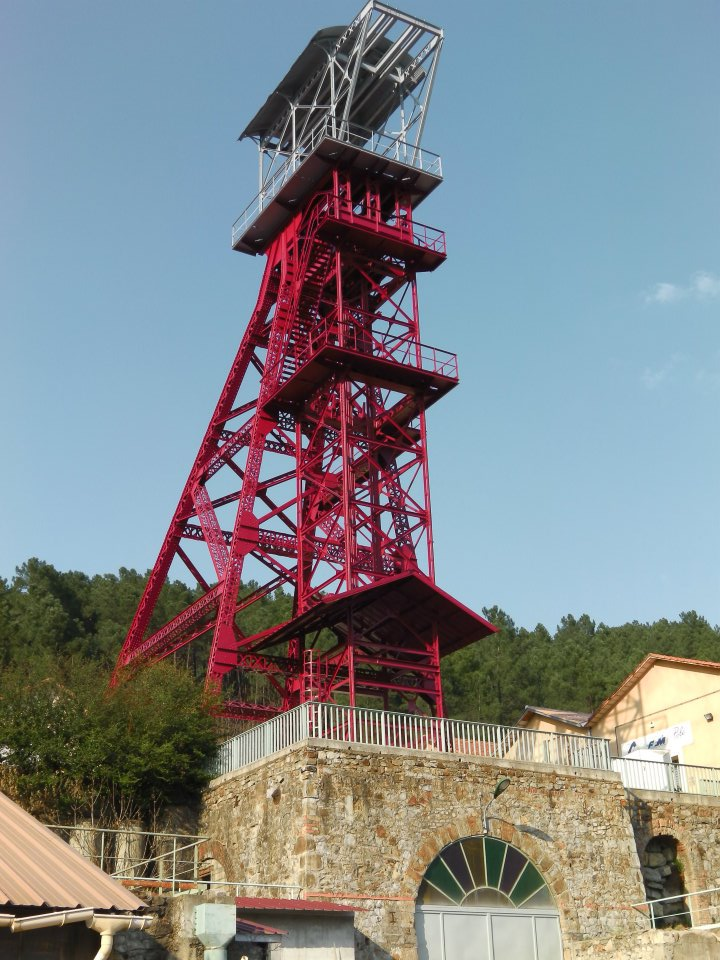
Mine de Ladrecht à Saint-Martin-de-Valgalgues au nord d'Alès, chevalement du puits Fontanes, fermée en 1985.

Au cours de la Révolution française, la commune porte provisoirement le nom de Mont-Valgalgues parfois retranscrit en Mont-Valgue.
Située sur le passage de la voie Regordane, Saint Martin de Valgalgues fut une seigneurie appartenant, du XVIIIe siècle[Quand ?] au commandeur de Saint-Christol. Ce fut l'un des berceaux des Mines de charbon des Cévennes, à l'époque de Pierre-François Tubeuf[Quand ?] et des premiers entrepreneurs du charbon français.
Saint-Martin-de-Valgalgues fut touchée par deux catastrophes au fond des puits de mines à la fin du XIXe et en 1912, faisant de nombreuses victimes.
Aux élections municipales de 1935, Saint-Martin-de-Valgalgues élit un maire communiste. La signature du pacte germano-soviétique suivie du déclenchement de la Seconde Guerre mondiale ont des répercussions rapides sur la vie des communes communistes. Très vite, des décrets sont pris pour neutraliser les mairies communistes : 26 de leur 32 conseils municipaux, dont 22 dans l’arrondissement d’Alès, sont suspendus par le préfet, plus deux autres en octobre. Saint-Martin se retrouve dirigée par une délégation spéciale désignée par le préfet.
Aujourd'hui il ne reste que quelques vestiges des mines de charbon, la ville s'est modernisée afin d'accueillir les faveurs de commerces pour relancer la démographie. La ville compte deux supermarchés, de nombreux artisans et commerces en tous genres.
Saint-Martin de Valgalgues fait également partie des villes et villages fleuris depuis 2009, elle compte une fleur dans ce classement.

## Héraldique
| Blason de Saint-Martin-de-Valgalgues | Blason  | D'or à la fasce losangée d'azur et d'or          |
| Blason de Saint-Martin-de-Valgalgues | Détails | Le statut officiel du blason reste à déterminer. |

## Politique et administration

### Rattachements électoraux
Pour l'élection des députés, elle fait partie de la quatrième circonscription du Gard.

### Liste des maires
| Période                                  | Période   | Identité         | Étiquette   | Qualité                     |
| ---------------------------------------- | --------- | ---------------- | ----------- | --------------------------- |
| 1965                                     | 1977      | Marcel Ferrier   | PCF         |                             |
| mars 1977                                | mars 1989 | Adrienne Horvath | PCF         | Députée du Gard (1978-1986) |
| mars 1989                                | mars 2001 | Georges Petit    |             |                             |
| mars 2001                                | mars 2014 | Guy Marrot       | DL puis UMP |                             |
| mars 2014                                | En cours  | Claude Cerpedes  | PCF         | Fonctionnaire               |
| Les données manquantes sont à compléter. |           |                  |             |                             |

## Démographie
Les habitants de la commune sont appelés Saint-Martinois.
L'évolution du nombre d'habitants est connue à travers les recensements de la population effectués dans la commune depuis 1793. Pour les communes de moins de 10 000 habitants, une enquête de recensement portant sur toute la population est réalisée tous les cinq ans, les populations de référence des années intermédiaires étant quant à elles estimées par interpolation ou extrapolation. Pour la commune, le premier recensement exhaustif entrant dans le cadre du nouveau dispositif a été réalisé en 2008.

En 2022, la commune comptait 4 721 habitants, en évolution de +8,16 % par rapport à 2016 (Gard : +2,97 %, France hors Mayotte : +2,11 %).
| 1793 | 1800 | 1806 | 1821 | 1831 | 1836 | 1841 | 1846  | 1851  |
| ---- | ---- | ---- | ---- | ---- | ---- | ---- | ----- | ----- |
| 369  | 606  | 672  | 710  | 777  | 807  | 925  | 1 389 | 1 362 |

| 1856  | 1861  | 1866  | 1872  | 1876  | 1881  | 1886  | 1891  | 1896  |
| ----- | ----- | ----- | ----- | ----- | ----- | ----- | ----- | ----- |
| 1 472 | 1 512 | 1 514 | 1 503 | 1 580 | 1 632 | 1 543 | 1 629 | 1 666 |

| 1901  | 1906  | 1911  | 1921  | 1926  | 1931  | 1936  | 1946  | 1954  |
| ----- | ----- | ----- | ----- | ----- | ----- | ----- | ----- | ----- |
| 1 810 | 2 168 | 2 606 | 2 520 | 2 694 | 2 726 | 2 624 | 2 680 | 3 337 |

| 1962  | 1968  | 1975  | 1982  | 1990  | 1999  | 2006  | 2008  | 2013  |
| ----- | ----- | ----- | ----- | ----- | ----- | ----- | ----- | ----- |
| 3 713 | 3 404 | 3 364 | 4 209 | 4 487 | 4 283 | 4 166 | 4 134 | 4 289 |

| 2018  | 2022  | - | - | - | - | - | - | - |
| ----- | ----- | - | - | - | - | - | - | - |
| 4 472 | 4 721 | - | - | - | - | - | - | - |

## Économie

### Revenus
En 2018  (données Insee publiées en septembre 2021), la commune compte 1 849 ménages fiscaux, regroupant 4 164 personnes. La médiane du revenu disponible par unité de consommation est de 18 410 € (20 020 € dans le département). 37 % des ménages fiscaux sont imposés (43,9 % dans le département).

### Emploi
|                | 2008   | 2013   | 2018   |
| -------------- | ------ | ------ | ------ |
| Commune        | 10,5 % | 14,5 % | 12,6 % |
| Département    | 10,6 % | 12 %   | 12 %   |
| France entière | 8,3 %  | 10 %   | 10 %   |

En 2018, la population âgée de 15 à 64 ans s'élève à 2 589 personnes, parmi lesquelles on compte 66,3 % d'actifs (53,7 % ayant un emploi et 12,6 % de chômeurs) et 33,7 % d'inactifs,. En  2018, le taux de chômage communal (au sens du recensement) des 15-64 ans est supérieur à celui de la France et du département, alors qu'il était inférieur à celui du département en 2008.
La commune fait partie de la couronne de l'aire d'attraction d'Alès, du fait qu'au moins 15 % des actifs travaillent dans le pôle,. Elle compte 750 emplois en 2018, contre 883 en 2013 et 1 031 en 2008. Le nombre d'actifs ayant un emploi résidant dans la commune est de 1 408, soit un indicateur de concentration d'emploi de 53,3 % et un taux d'activité parmi les 15 ans ou plus de 46,4 %.
Sur ces 1 408 actifs de 15 ans ou plus ayant un emploi, 261 travaillent dans la commune, soit 19 % des habitants. Pour se rendre au travail, 90,8 % des habitants utilisent un véhicule personnel ou de fonction à quatre roues, 1,8 % les transports en commun, 4,3 % s'y rendent en deux-roues, à vélo ou à pied et 3,1 % n'ont pas besoin de transport (travail au domicile).

### Activités

#### Secteurs d'activités
307 établissements sont implantés  à Saint-Martin-de-Valgalgues au 31 décembre 2019. Le tableau ci-dessous en détaille le nombre par secteur d'activité et compare les ratios avec ceux du département,.
| Secteur d'activité                                                                                        | Commune | Commune | Département |
| Secteur d'activité                                                                                        | Nombre  | %       | %           |
| --- | ------- | ------- | ----------- |
| Ensemble                                                                                                  | 307     | 100 %   | (100 %)     |
| Industrie manufacturière, industries extractives et autres                                                | 32      | 10,4 %  | (7,9 %)     |
| Construction                                                                                              | 59      | 19,2 %  | (15,5 %)    |
| Commerce de gros et de détail, transports, hébergement et restauration                                    | 97      | 31,6 %  | (30 %)      |
| Information et communication                                                                              | 2       | 0,7 %   | (2,2 %)     |
| Activités financières et d'assurance                                                                      | 5       | 1,6 %   | (3 %)       |
| Activités immobilières                                                                                    | 7       | 2,3 %   | (4,1 %)     |
| Activités spécialisées, scientifiques et techniques et activités de services administratifs et de soutien | 39      | 12,7 %  | (14,9 %)    |
| Administration publique, enseignement, santé humaine et action sociale                                    | 41      | 13,4 %  | (13,5 %)    |
| Autres activités de services                                                                              | 25      | 8,1 %   | (8,8 %)     |

Le secteur du commerce de gros et de détail, des transports, de l'hébergement et de la restauration est prépondérant sur la commune puisqu'il représente 31,6 % du nombre total d'établissements de la commune (97 sur les 307 entreprises implantées  à Saint-Martin-de-Valgalgues), contre 30 % au niveau départemental.

#### Entreprises et commerces
Les cinq entreprises ayant leur siège social sur le territoire communal qui génèrent le plus de chiffre d'affaires en 2020 sont : 
- CMC Corbier Materiaux - CMC, commerce de gros (commerce interentreprises) de bois et de matériaux de construction (12 008 k€)
- SARL QRT Graphique, fabrication d'autres articles en papier ou en carton (11 164 k€)
- CDPM, commerce de gros (commerce interentreprises) de matériel agricole (4 840 k€)
- Ales Beton Nimes Beton, fabrication de béton prêt à l'emploi (4 679 k€)
- Valmartin, location de terrains et d'autres biens immobiliers (2 873 k€)

Aucune exploitation agricole ayant son siège dans la commune n'est recensée lors du recensement agricole de 2020 (12 en 1988),.

## Culture locale et patrimoine

### Lieux et monuments

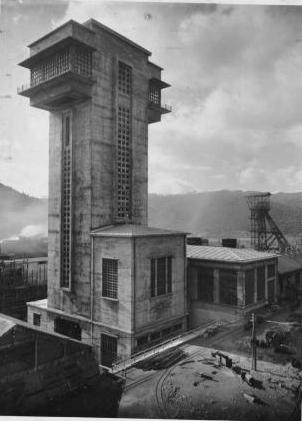
Le chevalement en béton du puits Destival (ici dans les années 1960) a été démoli en 2002, celui du puits Fontanes a été préservé, l'ancienne molette du puits Destival a trouvé une place sur un rond-point.

- Le Pôle Mécanique Alès-Cévennes installé sur la commune : c'est un espace destiné aux sports mécaniques qui est constitué de cinq pistes asphalte et cinq pistes terre.
- Église Saint-Martin de Saint-Martin-de-Valgalgues, de style roman, datant du XIe siècle, rénovée au XIIe siècle.
- Un important patrimoine industriel lié aux mines et aux carrières.
- Espace Lafare-Alais, salle polyvalente moderne, inaugurée en 2008, qui accueille régulièrement des spectacles ou des expositions.

### Personnalités liées à la commune
- Julien Brabo (1859-1936), poète et félibre.
- Adrienne Horvath (1925-2012), députée du Gard.
- Eugène Saccomano (1936-2019), journaliste sportif : ses parents tenaient une boulangerie au cœur de la ville.